# Tima Turieva
Tima Budzievna Turieva (en russe : Ти́ма Будзи́евна Тури́ева ; en français : Tima Budzievna Turieva), née le 22 juin 1992 est une haltérophile russe.

## Palmarès

### Championnats du monde
- 2013 à Wrocław
  -  Médaille d'or en moins de 63 kg.

### Championnats d'Europe
- 2014 à Tel-Aviv
  -  Médaille d'or en moins de 63 kg.